# Münsing

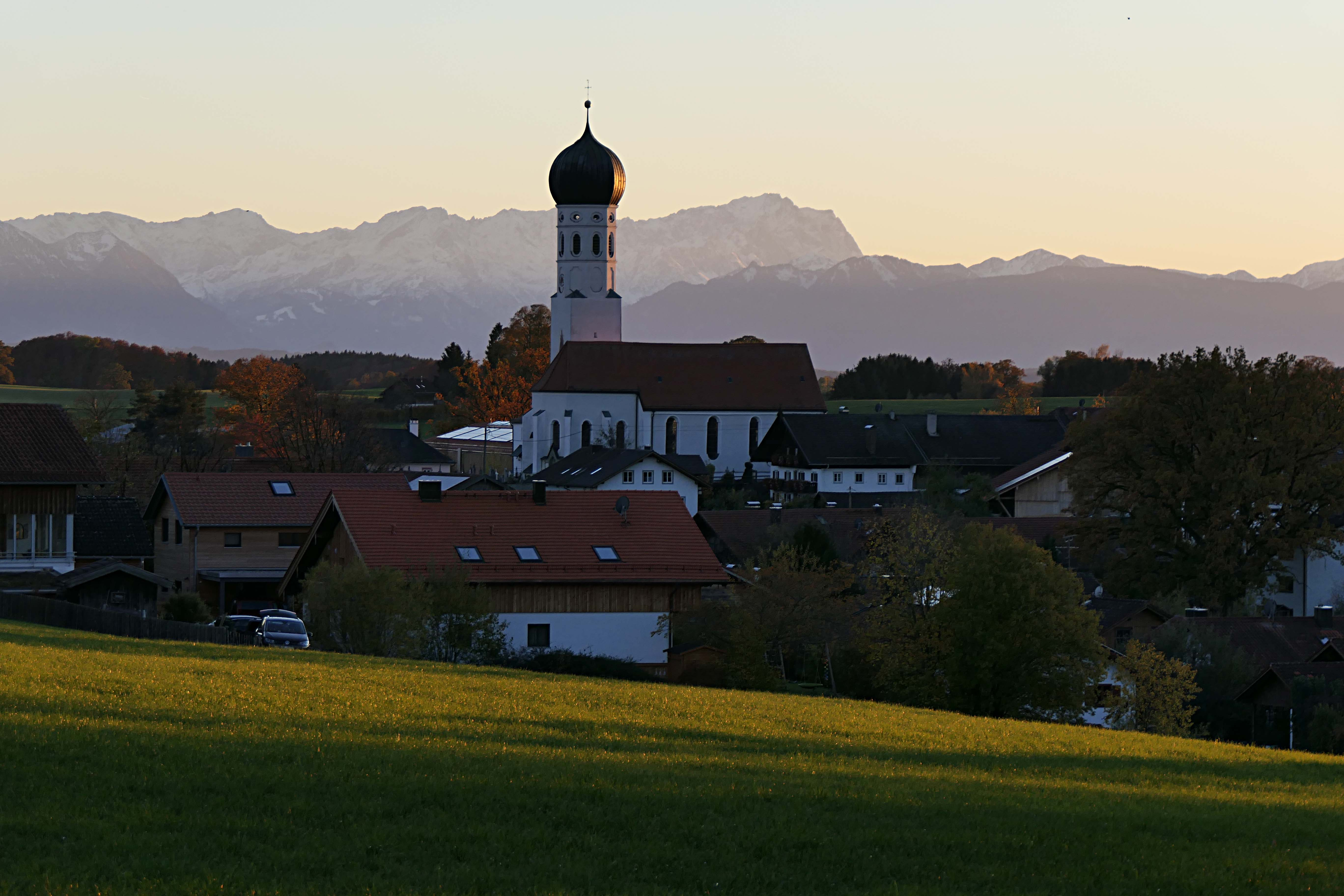
Münsing von Norden mit Zugspitze

Münsing ist eine Gemeinde im oberbayerischen Landkreis Bad Tölz-Wolfratshausen am Starnberger See. Sitz der Gemeindeverwaltung ist im gleichnamigen Dorf.

## Geografie
Das Gemeindegebiet erstreckt sich vom Ufer des Starnberger Sees auf eine Länge von ca. 15 km bis auf den Münsinger Rücken, der sich zwischen dem See und dem Isartal erhebt, und schließt auch den westlichen Tischberg mit ein, der die südliche Kuppe des Rückens bildet. Die Orte Ammerland, Holzhausen, Ambach und St. Heinrich liegen unmittelbar am Ostufer des Starnberger Sees. Der Ort Münsing selbst liegt 2 km vom Ostufer des Sees entfernt.

## Gemeindeteile
Es gibt 24 Gemeindeteile (in Klammern ist der Siedlungstyp angegeben):
- Ambach (Kirchdorf)
- Ammerland (Kirchdorf)
- Attenkam (Weiler)
- Bergkramer (Einöde)
- Bolzwang (Weiler)
- Bruckmaier (Einöde)
- Buchsee (Einöde)
- Degerndorf (Kirchdorf)
- Holzhausen a.Starnberger See (Kirchdorf)
- Münsing (Pfarrdorf)
- Oberambach (Schloss)
- Pischetsried (Weiler)
- Reichenkam (Einöde)
- Ried (Weiler)
- Sankt Heinrich (Kirchdorf)
- Schallenkam (Einöde)
- Schechen (Weiler)
- Schwabbruck (Einöde)
- Seeheim (Dorf)
- Sonderham (Weiler)
- Staudach (Einöde)
- Weidenkam (Weiler)
- Weipertshausen (Dorf)
- Wimpasing (Dorf)

## Geschichte

### Bis zur Gemeindegründung

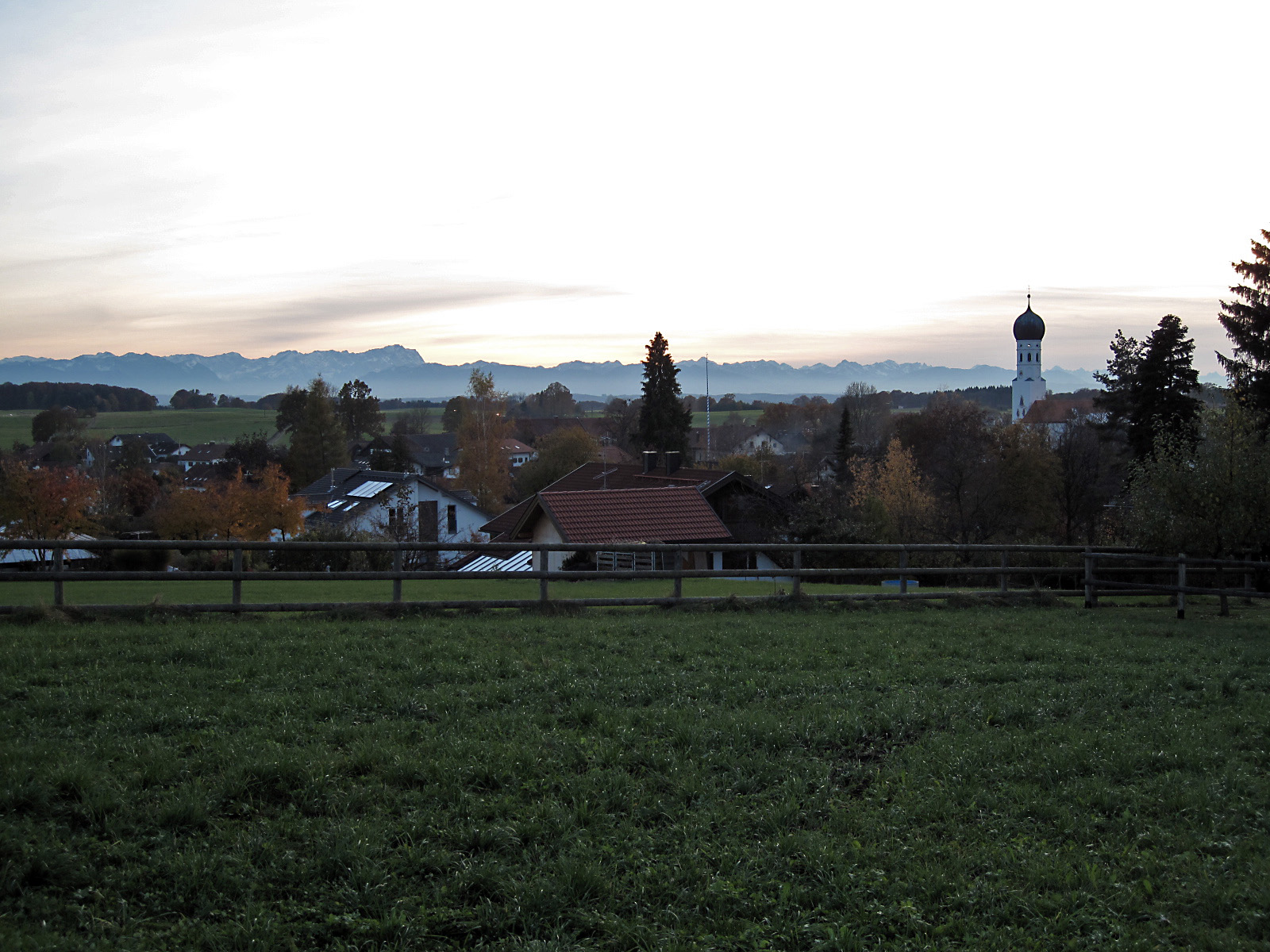
Ansicht von Münsing

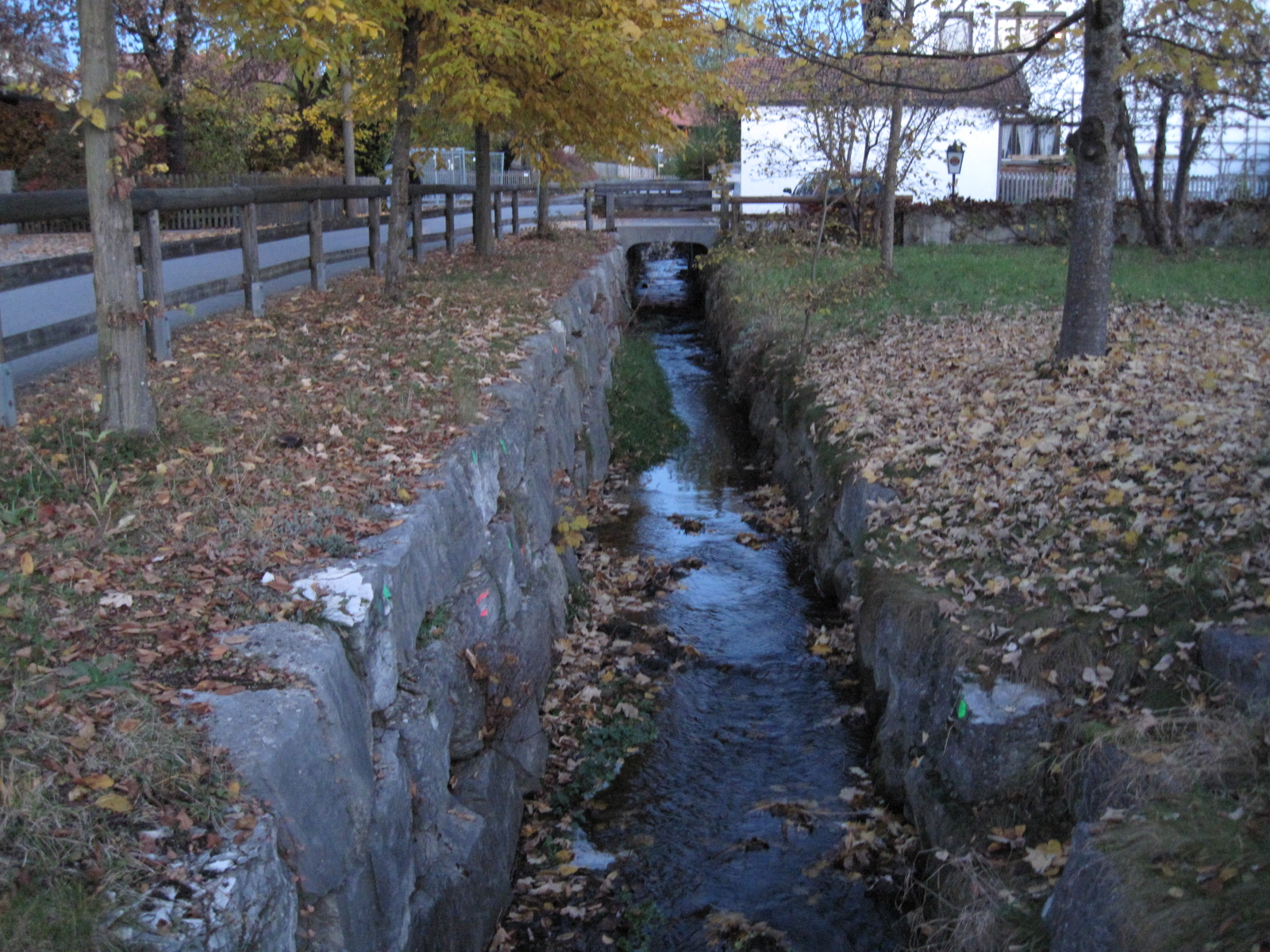
Münsing, Bachstraße

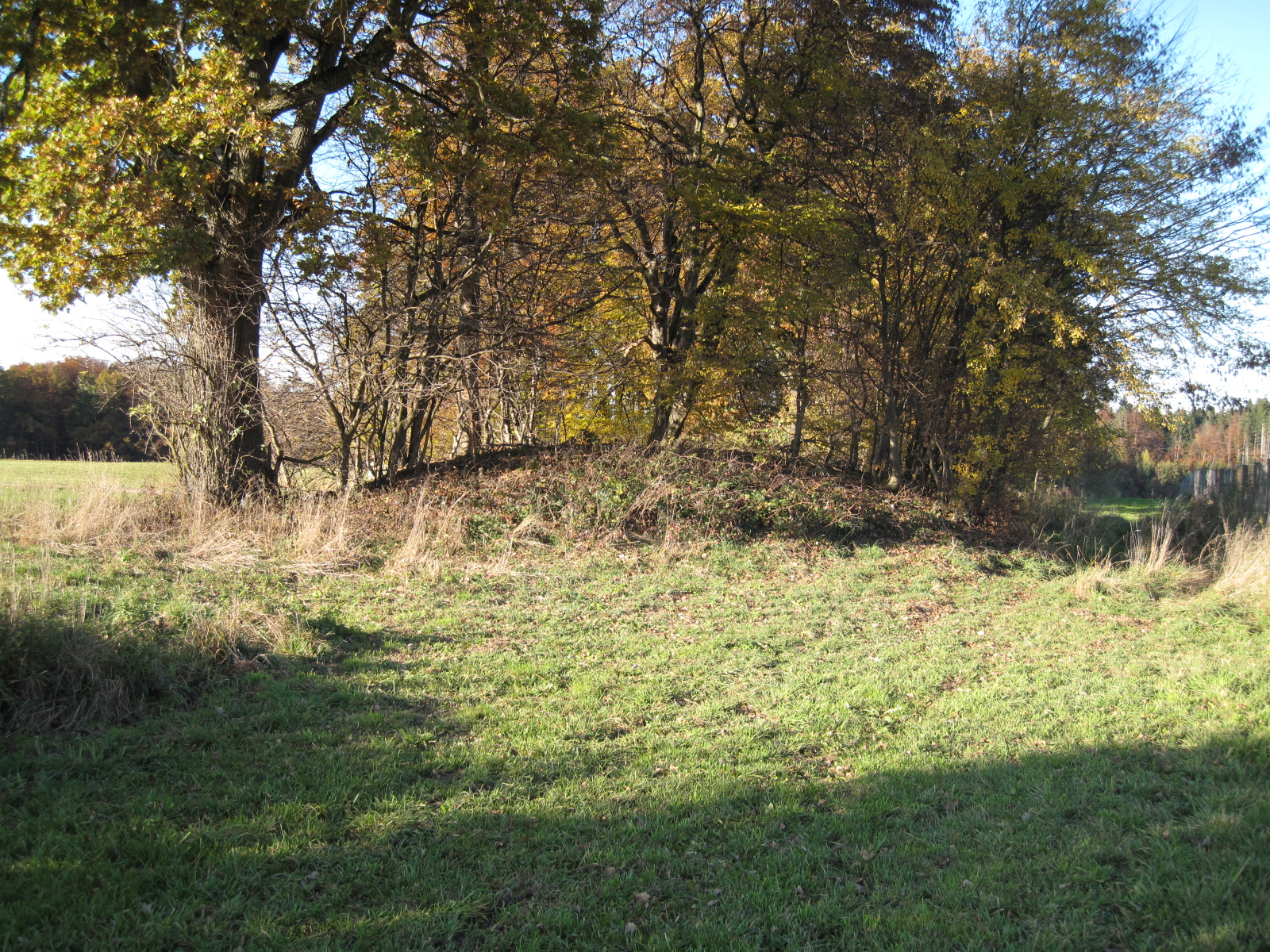
Hügelgrab an der „Biber“

Münsing wurde im Frühmittelalter von den Bajuwaren besiedelt. Die urkundliche Ersterwähnung um 740 als Munigisingun in den Traditionen des Hochstifts Freising lässt auf einen Ursiedler namens Munigis schließen. Die Kirche in Münsing war seit 1355 dem Kloster Beuerberg inkorporiert. Der Ort Münsing war ab 1596 ein Teil der geschlossenen Hofmark Ammerland, die ab 1681 nacheinander drei geistlichen Fürsten aus dem Hause Wittelsbach gehörte: Albrecht Sigmund (1623–1685), Bischof von Freising und Regensburg, Joseph Clemens  (1671–1723), Erzbischof von Köln sowie Bischof von Regensburg, Freising, Hildesheim und Lüttich, sowie Johann Theodor (1703–1763), Kardinal und Bischof von Regensburg, Freising und Lüttich. Es folgten als Besitzer die Grafen von Baumgarten.

## Ab 1800
Die Gemeinde Münsing sowie die Gemeinden Holzhausen am Starnberger See und Degerndorf wurden 1818 im Zuge der Verwaltungsreformen im Königreich Bayern selbstständige politische Gemeinden. Franz Graf von Pocci, der Schloss Ammerland in den 1840er Jahren übernahm, machte die Gegend zu einem beliebten Treffpunkt von Malern und anderen Persönlichkeiten der bildenden Kunst.

### Eingemeindungen
Im Zuge der Gebietsreform in Bayern wurden am 1. Mai 1978 die Gemeinde Holzhausen am Starnberger See und ein Teil der Gemeinde Degerndorf eingegliedert.

### Einwohnerentwicklung
Zwischen 1988 und 2018 wuchs die Gemeinde von 3440 auf 4301 um 851 Einwohner bzw. um 30,2 %.

## Politik

### Bürgermeister
Michael Grasl ist seit April 2005 Erster Bürgermeister. Bei der Wahl im März 2014 erhielt er 91,4 % der Stimmen; 2020 wurde er im Amt bestätigt.

### Gemeinderat
Nach der Kommunalwahl am 15. März 2020 hat der Gemeinderat 16 Mitglieder. Die Wahlbeteiligung lag bei 70,5 %. Die Wahl brachte folgendes Ergebnis:
| Gemeinderatswahl Münsing 2020Wahlbeteiligung: 70,5 % 3020100 20,916,713,511,311,29,49,17,9n. k. GrüneWGMbCSUWGAdEDeFWWGHgBLhSPDGewinne und Verlusteim Vergleich zu 2014 %p 25 20 15 10 5 0 −5−10+20,9−5,5+1,8−2,8−0,4−4,9−1,6−1,7−5,8GrüneWGMCSUWGAEDFWWGHBLSPDAnmerkungen:b Wählergruppe Münsingd Wählergruppe Ammerlande Einigkeit Degerndorfg Wählergruppe Holzhausenh Bürgerliste | Sitzverteilung im Gemeinderat Münsing 2020Insgesamt 16 Sitze - Grüne: 3 - WGA: 2 - WGH: 1 - WGM: 3 - ED: 2 - BL: 1 - FW: 2 - CSU: 2 |

### Weitere Wahlen
In der folgenden Tabelle sind die Ergebnisse von Bundes-, Landtags- und Europawahlen in Münsing dargestellt.
| Jahr | Wahl           | Wbt. | CSU  | Grüne | AfD  | SPD  | FDP  | FW   | Linke | BSW | ÖDP | Sonst. |
| ---- | -------------- | ---- | ---- | ----- | ---- | ---- | ---- | ---- | ----- | --- | --- | ------ |
| 2025 | Bundestagswahl | 89,4 | 46,4 | 15,6  | 11,7 | 8,2  | 6,2  | 3,8  | 3,7   | 2,0 | 0,4 | 2,0    |
| 2024 | Europawahl     | 75,5 | 40,7 | 15,2  | 7,2  | 5,9  | 6,5  | 11,1 | 1,3   | 3,3 | 1,8 | 7,0    |
| 2023 | Landtagswahl   | 81,9 | 40,0 | 18,5  | 8,5  | 4,9  | 4,1  | 16,9 | 1,6   | —   | 1,9 | 4,6    |
| 2021 | Bundestagswahl | 87,9 | 36,4 | 17,7  | 5,5  | 10,9 | 13,2 | 7,6  | 2,2   | —   | 1,2 | 5,3    |
| 2019 | Europawahl     | 74,7 | 42,8 | 21,8  | 4,7  | 6,6  | 4,6  | 4,6  | 1,8   | —   | 6,0 | 7,1    |
| 2018 | Landtagswahl   | 83,9 | 38,0 | 25,9  | 5,3  | 5,0  | 5,4  | 10,0 | 1,9   | —   | 4,3 | 4,2    |
| 2017 | Bundestagswahl | 87,1 | 43,6 | 13,7  | 7,3  | 7,8  | 15,1 | 2,7  | 4,5   | —   | 1,0 | 4,3    |

## Wappen
| Wappen der Gemeinde Münsing | Blasonierung: „Über silbernen Wellen von Rot und Blau geteilt, darauf nebeneinander eine goldene heraldische Lilie und schräg gekreuzt ein goldener Schlüssel und ein goldenes Schwert.“ |
| Wappen der Gemeinde Münsing | Das Wappen wird seit 1985 geführt. |

## Kultur und Sehenswürdigkeiten

### Baudenkmäler
- Schloss Seeburg im Gemeindeteil Weipertshausen
- Schloss Ammerland
- Schloss Weidenkam
- Ungarisches Tor
- Schlossgut Oberambach
- Pfarrkirche Mariä Himmelfahrt

### Bodendenkmäler
- Burgstall Schallenkam

### Fernsehen
Die Gemeinde ist, zusammen mit der Nachbarstadt Wolfratshausen, der zentrale Schauplatz der erfolgreichen ARD Vorabend-Serie Hubert ohne Staller.

### Regelmäßige Veranstaltungen
Traditionell findet in Münsing alle vier Jahre, zuletzt 2024, das Münsinger Ochsenrennen statt.
Jedes Jahr wird in einem Gemeindeteil von Münsing (Münsing-West, Münsing-Ost, Ammerland) und den anderen Dörfern in der Gemeinde (Holzhausen und Degerndorf) ein Maibaum aufgestellt. Im Jahre 2022 wurde der Maibaum in Münsing-Ost neu errichtet, der Maibaum in Degerndorf wird 2024 neu aufgestellt. 2023 bekam der Westteil von Münsing einen neuen Maibaum.

## Wirtschaft und Infrastruktur

### Verkehr

#### Bahn
In der Gemeinde gibt es heute keinen Bahnhof. Im Gemeindeteil Degerndorf befand sich bis 1972 ein Bahnhof der ehemaligen Isartalbahn von München Süd nach Bichl.

#### Bus
Münsing wird durch zwei Regionalbuslinien des MVV erschlossen.
| Linie | Linienverlauf                            | Verkehrsunternehmen |
| ----- | ---------------------------------------- | ------------------- |
| 373   | Seeshaupt – Münsing – Wolfratshausen (S) | RVO                 |
| 961   | Ammerland – Münsing – Starnberg Nord (S) | DB Regio Bus Bayern |

#### Straßenverkehr
Die A 95 verläuft bei Münsing und bietet so eine schnelle Verbindung nach München.

#### Schifffahrt
Es gibt eine Schiffsanlegestelle der Bayerischen Seenschifffahrt in Ambach. Außerdem fahren Busse nach Starnberg, Wolfratshausen, Seeshaupt und Innsbruck.

### Bildungseinrichtungen
In der Gemeinde gibt es die Grundschule Münsing und Kindergärten in Holzhausen (kirchlich), Degerndorf (kommunal) und Ammerland (privat).

## Persönlichkeiten

### Ehrenbürger
- 1993: Vicco von Bülow (Loriot; 1923–2011), Humorist, von 1963 bis zu seinem Tod in Ammerland ansässig

### Söhne und Töchter der Gemeinde
- Stephan Roeschlein (1888–1971), Optik-Konstrukteur, geboren in Münsing
- Martin E. Süskind (1944–2009), Journalist und Autor, geboren in Ambach
- Sibylle Winther (* 1945), Politikerin, Mitglied der Bremischen Bürgerschaft, geboren in Münsing
- Annamirl Bierbichler (1946–2005), Schauspielerin, geboren in Ambach
- Josef Bierbichler (* 1948), Schauspieler, geboren in Ambach
- Patrick Süskind (* 1949), Autor, geboren in Ambach

### Mit Münsing verbunden
- Franz Graf von Pocci (1807–1876), Künstler, Besitzer von Schloss Ammerland
- Waldemar Bonsels (1880–1952), Schriftsteller, verstorben im Gemeindeteil Ambach
- Manfred Schmidt (1913–1999), Comiczeichner, verstorben in Ambach
- Heiner Lauterbach (* 1953), Schauspieler, wohnhaft in Sankt Heinrich[9]
- Dieter Müller (* 1954), deutscher Hotelier[10]
- Christian Tramitz (* 1955), Schauspieler, wohnhaft in Ammerland[11]
- Barbara Rudnik (1958–2009), Schauspielerin, wohnte in Münsing[12]
- Thomas Darchinger (* 1963), Schauspieler, zeitweise wohnhaft in Holzhausen[13]